# Heim (Norwegia)
Heim – gmina i miasto w Norwegii, w regionie Trøndelag. Ośrodkiem administracyjnym gminy jest Kyrksæterøra. Według danych na rok 2021 miasto zamieszkiwało 5941 osób, a gęstość zaludnienia wyniosła 5,8 os./km².

## Klimat
Średnia temperatura wynosi 0 °C. Najcieplejszym miesiącem jest lipiec (13 °C), a najzimniejszym jest luty (–10 °C).